# レニウム鉱
レニウム鉱（レニウムこう、Rheniite）とは、鉱物（硫化鉱物）の1つ。結晶系は三斜晶系、化学組成はReS2。

## 成分・種類
レニウム鉱は名前の通りレニウムを含む鉱物である。レニウムはいわゆるレアメタルの中でも特に珍しい元素であり、通常は地殻中に薄く分散している。このため、レニウムを主成分とする鉱物の中では初めて発見された鉱物である。また、レニウムを主成分とする鉱物はレニウム鉱とタキアン鉱 (Tarkianite・(Cu,Fe)(Re,Mo)4S8) しか発見されていない。
レニウム鉱は非常に純粋な硫化レニウム(IV)である。レニウム鉱の不純物はわずか5億分の1から1億分の1しか含まれていない。

## 産出地
レニウム鉱が最初に発見されたのは択捉島である。北方領土問題のある産地のため、原産地の表記は日本とロシア連邦それぞれの主張によれば以下の通りとなる。
- 北海道蘂取郡蘂取村茂世路岳
- サハリン州クリル管区クドリャブイ火山

また、以下の産地で産出が報告されている。
- 北海道有珠山
- ボツワナノースイースト地区フェニックス鉱山
- ブラジルミナスジェライス州O'Toole deposit
- ギリシャ東マケドニア・トラキアPagoni Rachi prospect

## 性質・特徴
レニウム鉱は通常、500℃から950℃の高温の火山ガスから昇華し、直接晶出する。ただし、2009年にギリシャで発見されたレニウム鉱は、デイサイト斑岩の浅熱水性石英脈中に、輝水鉛鉱 (Molybdenite) と共に産出が報告されている。この石英脈はモリブデン、銅、テルル、銀、金に富む。
レニウム鉱は雲母に似た薄い板状結晶で産出する。見かけは輝水鉛鉱によく似ている。しかし、輝水鉛鉱と比べればやや黒い色をしている。かなり強い金属光沢を持つ。密度は7.58g/cm3とかなり大きい。原産地の火山はカドモインダイト (Cadmoindite) などのカドミウム、インジウム、セレンといった非常に珍しい元素を含む鉱物が多く産出し、中にはここで発見された新鉱物も存在する。レニウム鉱と同じく、その多くは火山ガスの昇華物である。レニウム鉱の発見が早かったのは、黒く光沢のある結晶として目立ち、比較的量があるためである。
レニウムは185Reと187Reの2つの同位体で構成されている。このうち187Reは、半減期410億年の放射性同位体である。このため、レニウム鉱は1kgあたり約76万Bqの放射能を持つ。
なお、レニウム鉱は1000℃以上の温度では石英を侵す。

## 用途・加工法
レニウム鉱は硫化レニウム(IV)の組成を持つ。これは、質量の74.4%がレニウムであることを示している。これはレニウム資源として重要である。実際レニウムの供給源は、それまではレニウムと性質の似ているモリブデンの硫化物である輝水鉛鉱に最大0.2%含まれているレニウムを取り出さなければならなかった。また、レニウムを含む合金は、火力発電所のタービンブレードやジェットエンジンといった超高温の環境に耐えられる数少ない素材である。このため、レニウム鉱はレニウム資源として極めて重要となる可能性がある。先述の通り、茂世路岳では火山ガスから晶出するため、火山ガスを直接取り込み、人工的に晶出させて回収している。ただし、現在のレニウム資源は先述のようなモリブデン鉱石からの回収か、レニウムのリサイクルがほとんどであり、レニウム鉱の存在についてはアメリカ地質調査所や石油天然ガス・金属鉱物資源機構の資料では触れられていない。これは、レニウム鉱の存在が、上記のものと比べればかなり稀な存在であるからである。

## サイド・ストーリー
レニウム鉱が茂世路岳で発見されたのは1992年である。M. A. Korzhinsky、S. I. Tkachenko、K. I. Shmulovichらによって発見されたが、彼らは翌年に別の産地で自然アルミニウム (Aluminium) と自然ケイ素 (Silicon) を発見するなど、火山における珍しい鉱物の専門家である。論文は1994年にネイチャーに掲載された。鉱物の発見に関する論文がネイチャーに掲載されたのは、ロシアとの間での領有権主張の問題はあるが、日本で発見された鉱物の中では初めてであり、この後は2009年に発見された千葉石 (Chibaite) までない。しかし、新鉱物は国際鉱物学連合の新鉱物・鉱物命名委員会に承認されて初めて鉱物として登録されるが、発見者はこの承認申請をしばらくしなかったため、正式に鉱物として認められたのは2004年である。
なお、初のレニウムの鉱物としては、1976年にロシアで天然のレニウムの単体である自然レニウム (Rhenium・Re) が発見されたという主張がRafalsonとSorokinによってされたことがあるが、この主張は1987年に取り下げられている。また、アエンデ隕石などのいくつかの炭素質コンドライトの隕石から自然レニウムを発見したという研究結果もされているが、まだ確認はされていない。そのため、レニウム鉱は正確には承認が最も早かったレニウムの鉱物となる。